# Prociphilus piniradicivorus
Prociphilus piniradicivorus är en insektsart som beskrevs av Smith, C.F. 1969. Prociphilus piniradicivorus ingår i släktet Prociphilus och familjen långrörsbladlöss. Inga underarter finns listade i Catalogue of Life.